# Iglesia de Nuestra Señora de la Candelaria (Ingenio)
La iglesia de Nuestra Señora de la Candelaria es la parroquia del municipio de Ingenio en la isla de Gran Canaria (Islas Canarias, España).

## Historia
Desde 1560 ya existía una pequeña ermita de apenas unos 250 metros cuadrados donde se reunían los fieles de Ingenio. En el solar que hoy ocupa el Templo, se construyó en la década de 1560 la primitiva ermita, en un terreno donado por los hermanos Juan y Baltasar Fullana, bajo la advocación de Nuestra Señora de Candelaria, dependiente de la Parroquia Matriz de San Sebastián de Agüimes. Posteriormente sufrió distintas reformas y añadidos (capillas, gradas, suelo, techos, sacristía...). En 1815 se erigió en Hijuela o Ayuda de Parroquia, con jurisdicción territorial coincidente con el actual municipio de Ingenio, siendo elevada a Parroquial en 1834 en virtud de Real Cédula de la reina María Cristina. El vetusto edificio era de corte mudéjar y líneas sencillas, con planta en forma de cruz latina y capillas en un lateral. Su única nave, con techo de tejado a dos aguas, tenía por fachada una puerta adintelada. La torre, construida en 1823, se ubicaba en un extremo de la fachada. Debido a su estado ruinoso a finales del siglo XIX se decidió la construcción de un nuevo templo. La nueva Iglesia de la Candelaria, se empezó a construir en 1901, se levantó en el solar que ocupaba la primitiva ermita. El 30 de enero de 1908 se culminan las obras y el obispo José Cueto y Díez de la Maza bendice el nuevo templo.
El obispo Manuel Verdugo la convirtió en parroquia el 30 de noviembre de 1815 desgajándose de la Iglesia de San Sebastián de Agüimes. Es un templo de tres naves separadas por columnas que posee dos torres cuadrangulares en la fachada principal. En el interior destaca el retablo del altar mayor, de estilo neogótico con tres hornacinas. La imagen de la Virgen de la Candelaria es de madera policromada y de autor y procedencia desconocida, data del año 1797. Otras imágenes importantes son las de San José y San Blas que la acompañan, se atribuyen a Luján Pérez. También a la escuela de este escultor pertenece el Cristo crucificado del Altar Mayor.

## Características
Su estilo responde al eclecticismo arquitectónico imperante en aquella época y se estructura en tres naves longitudinales y una transversal de crucero, con cubierta en bóveda de medio cañón sobre columnas y arcos de cantería de la localidad, en cuyo cruce se levanta el cimborrio de perfil semi-ovoide. Al pie de las naves laterales se disponen las dos torres de planta cuadrangular con tres cuerpos cada una de desigual altura. La sacristía de dos plantas se dispone en nivel superior con techumbre plana de vigas de tea y piedra volcánica. En los laterales del interior se distribuyen cinco retablos neogóticos en madera policromada y hornacinas con distintas imágenes, destacando las de Nuestra Señora de Candelaria, puesta al culto en 1797 y San Blas, obra del imaginero canario Luján Pérez. Un Cuadro de Ánimas y distintas estaciones del "Vía Crucis" realizados por el sacerdote local Pedro López Cabeza completan el conjunto. En la sacristía se expone una imagen antigua de "la Candelaria", y distintas obras pictóricas, destacando por su plasticidad un antiquísimo "Ecce Homo" y un cuadro de Nuestra Señora de los Dolores, regalo del Capitán Juárez. El patrimonio se completa con pequeñas imágenes, distintos objetos para el culto y vestuario.

## Fiestas patronales
Las Fiestas Patronales de la Villa de Ingenio se celebran en honor a Nuestra Señora de la Candelaria y San Blas los días 2 y 3 de febrero.